# Antoine Blatin (1769-1846)
Pour les articles homonymes, voir Antoine Blatin et Blatin.
Antoine Blatin, né le 4 octobre 1769 à Clermont-Ferrand et décédé le 20 février 1846 dans la même ville, a été maire de Clermont-Ferrand du 3 avril 1822 à 1830.

## Biographie
Antoine Blatin était le fils de Claude Antoine Blatin (1744-1827), négociant, premier consul de la juridiction consulaire de Clermont-Ferrand avant la Révolution, et de Marie Henriette Gros. La famille Blatin était une famille notable de Clermont-Ferrand, dont certains membres sont connus comme marchands dès le XVIe siècle. Elle a donné plusieurs échevins de la ville sous l'Ancien régime. Il était médecin.
Il fut premier adjoint au maire à partir du 14 novembre 1815 puis maire de la ville du 3 avril 1822 à 1830. Il a été également conseiller général du Puy-de-Dôme de 1827 à 1846.
Il a favorisé l'installation des frères de la doctrine chrétienne à Clermont-Ferrand ; ils s'établirent dans les bâtiments de l'ancien couvent des Jacobins, immédiatement à l'est de la place Delille (là où se trouve aujourd'hui le lycée privé Godefroy-de-Bouillon). Il créa également des cours gratuits de sciences, de dessin et d'architecture.
Sous son mandat fut lancée la construction de l'ensemble constitué par l'hôtel-de-ville, le tribunal et la maison d'arrêt. De cette époque date aussi l'ancienne caserne de gendarmerie du cours Sablon et la création de la chambre de commerce. La halle aux blés fut surélevée d'un étage.
Il est le beau-frère d'Antoine Sablon qui fut également maire de Clermont-Ferrand, et il est le grand-oncle d'un autre maire de Clermont-Ferrand, Jean-Baptiste Antoine Blatin. Il est inhumé au cimetière des Carmes de la ville (allée 2).
Une des rues importantes de Clermont-Ferrand, la rue Blatin est nommé d'après lui. Cette rue part de l'angle nord-ouest de la place de Jaude vers Chamalières.

## Mandats
- Maire de Clermont-Ferrand (1822-1830)
- Conseiller général du Puy-de-Dôme de 1827 à 1846

## Distinction
- Chevalier de la Légion d'honneur en 1821[5]